# Erik Thiele
Erik Thiele (Eilenburg, 5 giugno 1996) è un lottatore tedesco, specializzato nella lotta libera, medaglia di bronzo agli europei di Riga 2016 nella categoria fino a 97 chilogrammi. Ha rappresentato la Germania ai Giochi olimpici estivi di Parigi 2024 nel torneo dei -97 kg.

## Biografia
È figlio del lottatore Sven Thiele, che partecipò ai Giochi olimpici di Atlanta 1996, Sydney 2000 e Atene 2004.

## Palmarès
- Europei

Riga 2016: bronzo nei -97 kg.
- Europei U23

Istanbul 2018: bronzo nei -97 kg.
- Mondiali junior

Macon 2016: argento nei -96 kg.
- Europei

Skopje 2013: bronzo nei -84 kg.
- Europei

Katowice 2012: bronzo nei -85 kg.
Bar 2013: bronzo nei -85 kg.